# Consell obert

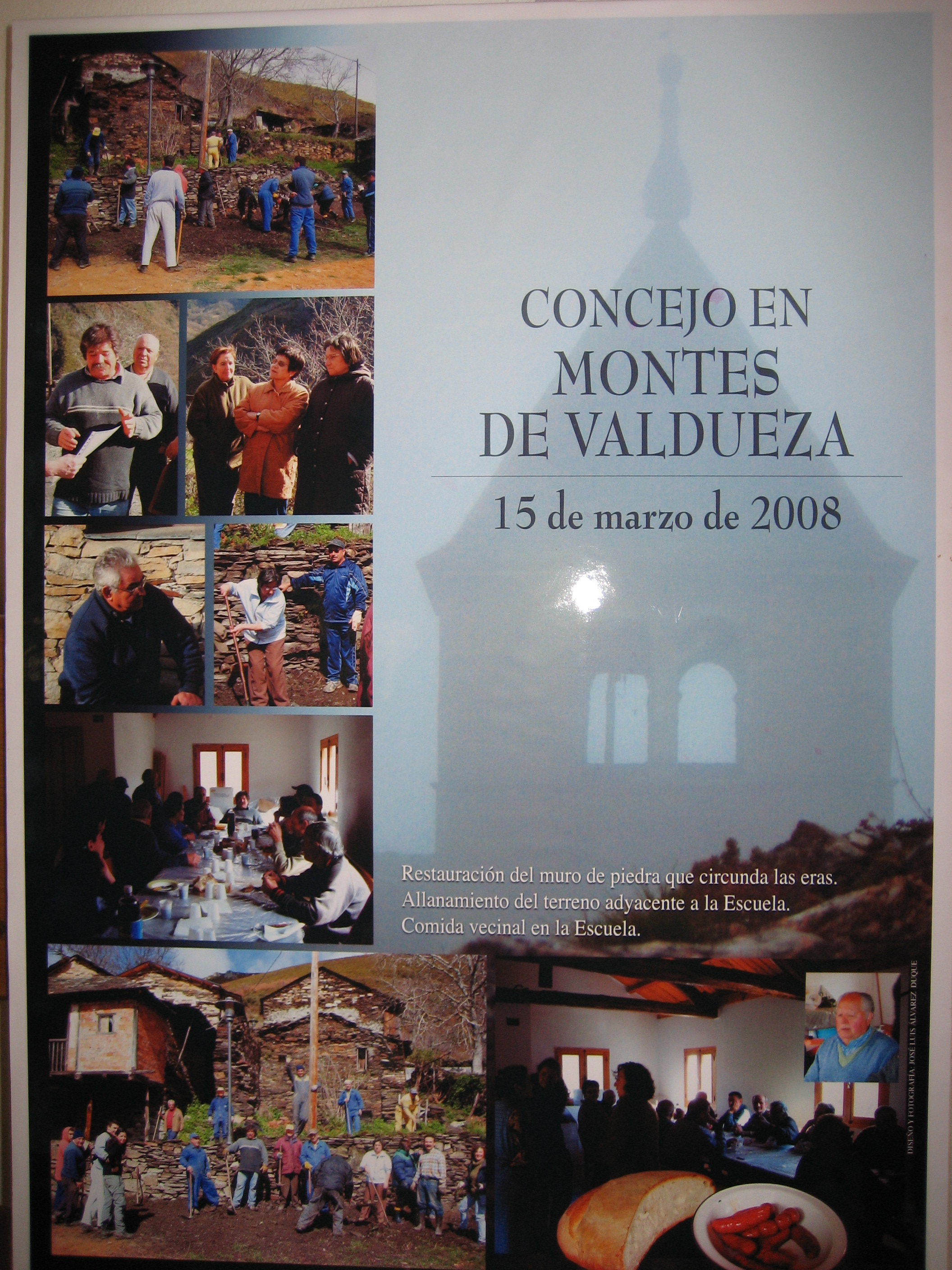
Cartell de consell obert a Montes de Valdueza, El Bierzo, Lleó.

El règim de consell obert és un sistema d'organització municipal d'Espanya en el qual petits municipis i les entitats d'àmbit territorial inferior al municipi que no aconsegueixen un nombre significatiu d'habitants es regeixen per un sistema assembleari, l'assemblea veïnal, que fa de ple de l'ajuntament.
Segons la legislació vigent el sistema està reservat als municipis menors de cent habitants i a aquells que, tradicionalment, hagin funcionat així. També s'aplica aquest règim als municipis la localització geogràfica dels quals, la gestió dels seus interessos municipals o altres circumstàncies ho facin aconsellable; si bé, en aquest cas, cal la petició de la majoria dels veïns, decisió favorable de 2/3 dels membres de l'Ajuntament i aprovació per la comunitat autònoma.
En el règim de consell obert, el govern i l'administració del municipi correspon a un alcalde i a una Assemblea veïnal de la qual formen part tots els electors. El seu funcionament s'ajusta als usos, costums i tradicions del lloc; en defecte d'això s'aplica la Llei 7/1985, de 2 d'abril, Reguladora de les Bases de Règim Local, i les lleis que, si escau, hagin dictat les Comunitats Autònomes, sobre règim local.
Per al cas que no existeixi legislació autonòmica sobre la matèria, o en cas que existint no digui res sobre el funcionament del consell obert, l'article 111 del Reglament d'Organització, funcionament i règim Jurídic de l'Entitats Locals, aprovat per Reial decret 2568/1986, de 28 de novembre, estableix les següents regles sobre el funcionament de les Assemblees veïnals en el règim del consell obert:
- Les assemblees veïnals es reuniran on tinguin per costum, celebraran sessió ordinària com a mínim una vegada al trimestre en dia festiu, i seran convocades a toc de campana, per pregó, per anunci, o per un altre mitjà d'ús tradicional en el lloc.

- Per a la constitució vàlida d'aquestes assemblees cal que hi hagi acudit, almenys, una tercera part dels veïns que hi tinguin dret, presents o representats. En cap cas el nombre de presents podrà ser inferior a tres. El Secretari i el President, o qui legalment els substitueixin, hauran d'estar presents en tot cas.

- Les representacions hauran d'acreditar-se mitjançant document públic, document privat amb la signatura legitimada davant notari o poder atorgat davant el Secretari del municipi. Cap veí podrà representar a més d'1/3 dels membres de l'Assemblea.

- Els acords s'adopten per majoria de vots.

Per extensió, aquesta expressió defineix a les reunions d'un ajuntament i la seva corporació obertes a la participació de qualsevol veí, no només com a mer espectador ("Francisco Vázquez convoca un consell obert per presentar la seva renúncia a l'acta de regidor").
Coincidint amb la festivitat de Sant Ildefons l'ajuntament d'Alfoz de Quintanadueñas celebra consell obert.

## Municipis dels Països Catalans amb règim de consell obert
- Castell de l'Areny, municipi de Catalunya, a la comarca de Berguedà.
- Castell de Cabres, municipi del País Valencià, a la comarca del Baix Maestrat (fins al 2011, de nou d'ençà del 2024).[2]
- Fígols, municipi de Catalunya, a la comarca de Berguedà.
- la Font de la Reina, municipi del País Valencià, a la comarca de l'Alt Palància (fins al 2011, de nou d'ençà del 2015).[3]
- Gisclareny, municipi de Catalunya, a la comarca de Berguedà.
- Palanques, municipi del País Valencià, a la comarca dels Ports.
- la Quar, municipi de Catalunya, a la comarca de Berguedà.
- Senan, municipi de Catalunya, a la comarca de la Conca de Barberà.
- Villores, municipi del País Valencià, a la comarca dels Ports (fins al 2011, de nou d'ençà del 2019).[4]

### Municipis que ja no funcionen en consell obert
- Granera, municipi de Catalunya, a la comarca del Moianès, fins al 2011.
- Sant Jaume de Frontanyà, municipi de Catalunya, a la comarca de Berguedà, fins al 2011.
- Savallà del Comtat, municipi de Catalunya, a la comarca de la Conca de Barberà, fins al 2023.
- Torredarques, municipi de la Franja de Ponent, a la comarca del Matarranya, del 2007 fins al 2011.[5][6]